# Сарнівська сільська рада (Довбишський район)
Сарнівська сільська рада — колишня адміністративно-територіальна одиниця та орган місцевого самоврядування у Довбишському (Мархлевському, Щорському) і Баранівському районах Волинської округи, Київської та Житомирської областей Української РСР з адміністративним центром у селі Сарнівка.

## Населені пункти
Сільській раді на час ліквідації були підпорядковані населені пункти:
- с. Сарнівка;
- с. Товща.

## Населення
Чисельність населення ради в 1927 році становила 918 осіб, з них польського походження — 636 (69,3 %); кількість домогосподарств — 175.
Кількість населення ради, станом на 1931 рік, становила 1 005 осіб.

## Історія та адміністративний устрій
Створена 1 вересня 1925 року в складі сіл Сарнівка і Товща (Костянівка-Товща) Людвиківської сільської ради Довбишського (згодом — Мархлевський) району Житомирської (згодом — Волинська) округи. 17 жовтня 1935 року передана до складу Баранівського району Київської області. 14 травня 1939 року, відповідно до указу Президії Верховної ради Української РСР «Про утворення Щорського району Житомирської області», сільську раду включено до складу новоствореного Щорського (згодом — Довбишський) району Житомирської області.
Станом на 1 вересня 1946 року сільська рада входила до складу Довбишського району Житомирської області, на обліку в раді перебували села Сарнівка і Товща.
Ліквідована 11 серпня 1954 року, відповідно до указу Президії Верховної ради Української РСР «Про укрупнення сільських рад по Житомирській області», територію та населені пункти ради приєднано до складу Биківської селищної ради Довбишського району Житомирської області.